# Казка про царя Салтана (мультфільм, 1943)
«Казка про царя Салтана» — радянський мальований мультиплікаційний фільм, створений під час Великої Вітчизняної війни за однойменною казкою (1831) А. З. Пушкіна. При створенні фільму використовувалася техніка «еклер» (вона ж ротоскопіювання) — зйомка гри акторів, з наступним окресленням і розфарбовуванням.

## Творці
- Сценарій та режисери: Валентина Брумберг, Зінаїда Брумберг
- Помічник: Тетяна Басманова
- Композитор: Віктор Оранський
- Художник-постановник: Костянтин Кузнєцов
- Технічні помічники: Тетяна Федорова, Н. А. Наметіна
- Художники-мультиплікатори:
  - Ламіс Бредіс
  - Борис Дежкін
  - Фаїна Єпіфанова
  - Роман Давидов
  - Леонід Диковський
  - М. Іртіньєв
  - І. Коваленко
  - Валентин Лалаянц
  - Лев Попов
  - Л. Сергєєв
  - Тетяна Федорова
  - Микола Федоров
  - Федір Хітрук (у титрах не вказано)[3]
- Художники-декоратори:
  - Яків Рейтман
  - Костянтин Малишев
  - Віра Роджеро
  - Валентина Сутєєва
  - Віра Валеріанова (у титрах як " В. Валер'янова ")
- Ролі озвучували:
  - Михайло Жаров — цар Салтан
  - Фаїна Шевченко — кухарка
  - Клавдія Коренєва — ткаля
  - Фаїна Раневська — сватя баба Бабаріха
  - Марія Бабанова — царівна Лебідь
  - Дмитро Орлов — один із корабельників
  - Леонід Пирогов — Чорномор.
- Оператор: Микола Соколов
- Звукооператор: Сергій Ренський
- Квіткооператор: Е. Гімпельсон

## Історія створення
У роки війни виробництво фільмів йде дуже повільно — позначається відсутність матеріалів та умов роботи, кадровий голод, постійний режим економії коштів та ресурсів. Найбільш значні фільми, закінчені у воєнний час — «Ялинка» (1942) М. Цехановського і П. Н. Носова, «Крадене сонце» (1944) І. П. Іванова-Вано, «Казка про царя Салтана» (1943) і «Сіндбад-мореплавець» (1944) В. С. і З. С. Брумберг, «Телефон» (1944) М. М. Цехановського.— Георгій Бородін

## Технічні дані
- Кольоровий методом хромованої желатини Павла Мершина[ru], звуковий. Довгий час для перегляду був доступний лише чорно-білий негатив. Зараз ведуться роботи з цифрового відновлення кольорового оригіналу за збереженими в Держфільмофонді кольорові негативи[5][6].